# Talk That Talk (álbum)
Talk That Talk —en español: Habla de que hablar— es el sexto álbum de estudio de la Cantante y Actriz barbadense Rihanna, publicado el 18 de noviembre de 2011 por Def Jam Recordings. El álbum fue grabado entre febrero y noviembre de 2011. A medida que el productor ejecutivo del álbum, Rihanna alistó una variedad de productores para el álbum incluyendo Anuel, Alex Da Kid, Mr. Bangladesh, Calvin Harris, Dr. Luke, Stargate y The-Dream. Musicalmente, el álbum tiene sus raíces en el pop, el dance-pop y R&B, también incorpora una variedad de otros géneros como el hip hop y electro house. El álbum también es conocido por su uso del dubstep en temas como «You Da One» y «Red Lipstick».
Talk That Talk combina una variedad de géneros musicales como el hip hop, R&B, electro house, dancehall y el dubstep, un género incorporó por primera vez en su cuarto álbum de estudio, Rated R (2009). El álbum difiere del anterior material de Rihanna, Loud (2010), que ofreció un lugar destacado a géneros como el pop, que van desde el dance-pop al electro-R&B, y marcó su regreso a sus raíces dancehall. Talk That Talk tiene un tono más enfadado con temas oscuros. Se incorporaron temas dancehall como se aprecia en sus álbumes anteriores Music of the Sun (2005) y A Girl Like Me (2006).
Tras su lanzamiento, Talk That Talk que recibió críticas generalmente positivas de los críticos de música, quienes elogiaron su dirección musical y sus pistas dance, pero eran ambivalentes hacia su composición y lírica. El álbum debutó en el número tres en el Billboard 200, con la primera semana de ventas de 198 000 copias en los Estados Unidos. A partir de junio de 2012, el álbum ha vendido 909 360 copias en los Estados Unidos. El álbum alcanzó el número uno en Austria, Nueva Zelanda, Noruega, Suiza y el Reino Unido, donde debutó en el número uno en la UK Albums Chart, vendiendo más de 163 000 copias en su primera semana. Hasta agosto de 2012, el álbum ha sido certificado tres veces platino por la Industria Fonográfica Británica (BPI) y ha vendido 1 000 000 de copias en el Reino Unido.
Cuatro sencillos han sido lanzados del álbum y uno más como promocional. El primer sencillo, «We Found Love» se estrenó el 22 de septiembre de 2011, y rápidamente se convirtió en el undécimo número uno de Rihanna en los Estados Unidos, colocándola en el tercer lugar junto a Whitney Houston para la artista femenina con más sencillos número uno en la tabla, solo por detrás de Madonna y Mariah Carey. La canción se mantuvo en la cima de la lista durante diez semanas no consecutivas, superando a «Umbrella», como el mayor éxito de Rihanna en el Hot 100 hasta la fecha. La pista también encabezó las listas en 26 países. El segundo sencillo, «You Da One» tuvo un éxito moderado tanto en los Estados Unidos y a nivel internacional, alcanzando el número 14 y 16 en el Billboard Hot 100 y UK Singles Chart, respectivamente. El tercer sencillo «Talk That Talk», con el rapero Jay-Z, fue lanzado con un éxito moderado. El 20 de febrero, con motivo del cumpleaños de la cantante, se lanzó el tema Birthday Cake, remezclado con el cantante Chris Brown que alcanzó la posición número 24 del Billboard Hot 100 y el 4 del R&B/Hip-hop songs sin haber sido lanzado digitalmente. «Where Have You Been» fue lanzado como el cuarto sencillo del álbum obteniendo un gran éxito y alcanzando los diez primeros puestos en más de diez países de todo el mundo, incluso en el número seis en el UK Singles Chart y el número 5 en el Billboard Hot 100. Hasta marzo de 2013 Talk That Talk ha vendido más de 4 500 000 de copias en todo el mundo.

## Antecedentes

### Desarrollo
Después del lanzamiento y éxito de su álbum anterior, Loud, la cantante reveló a través de Twitter que dicho álbum sería reeditado con nuevas canciones y lanzado en el otoño de 2011, escribiendo que «La era de Loud continúa con nueva música para agregar a tu colección». En septiembre de 2011, Rihanna volvió a usar Twitter para confirmar que los planes de reeditar Loud habían sido descartados, la cantante publicó que «[Yo] había pensado en un re-lanzamiento, ¡pero Loud tiene su propio cuerpo de trabajo!, además [que] ustedes trabajan tan duro que merecen algo completamente nuevo». [sic]
En una entrevista con MTV News en agosto de 2011, el dúo de productores musicales The Juggernauts, quienes escribieron y produjeron la canción influenciada por el reggae «Man Down», del álbum Loud, revelaron que la cantante estaba a punto de completar su sexto álbum de estudio. El dúo también confirmó que habían escrito dos temas para su posible inclusión en el álbum y que estaban interesados en escribir un tercero. El 15 de septiembre de 2011, Rihanna confirmó que, efectivamente, las sesiones de grabación del álbum se estaban llevando a cabo y que sería lanzado en otoño. El día 5 de noviembre, Rihanna confirmó vía Twitter que el rappero Jay Z, quien previamente participó en su gran éxito «Umbrella» (2007), volvería a colaborar con ella en la canción «Talk That Talk».

### Grabación
Las sesiones de grabación de Talk That Talk comenzaron en febrero de 2011 y terminaron en noviembre de 2011, los nueve meses durante su gira. El álbum fue grabado en diferentes estudios de grabación en todo el mundo, Los Ángeles, Brentwood, Hollywood, Newport Coast, París, Oslo, Londres, Nueva York, Birmingham, Copenhague, Ámsterdam, Hamburgo, Frankfurt, Estocolmo y Suecia. Los cantautores y productores Jay-Z, Alex da Kid, Ester Dean, Calvin Harris, Sean Combs, Dr. Luke y The-Dream contribuyeron al álbum. Kuk Harrell uno de los productores de Talk That Talk habló sobre la grabación del álbum diciendo:

«Además de la gira, estamos grabando el nuevo disco de Rihanna. Contamos con un estudio portátil que hemos creado en los diferentes hoteles que se aloja la cantante. Montamos la tienda en cualquier lugar en el hotel. Antes de ir a la parte europea de la gira Loud Tour de Rihanna, empezamos a grabar el álbum en Los Ángeles. Rihanna le gusta trabajar hasta tarde, por lo que entraría en el estudio y el trabajo a las 9 p. m. hasta las 6 a. m.»

En mayo de 2012, Rihanna reveló que mientras ella estaba grabando el álbum sufrió de agotamiento, «Fue mejor que nunca, era como una estrella de rock. Este es el más loco calendario que he tenido en en toda mi vida. Una mañana me desperté y me puse a llorar muy fuerte. Finalmente acababa de llegar a mi cama de la IV y bueno pude llegar a dormir esta noche, porque nos quedamos toda la noche trabajando en el álbum hasta las 5 p. m. del día anterior. Así que era una buena noche de descanso. Me meto en la cama y debieron haber sido dos horas antes de que mi teléfono comenzó a apagarse. Estaba tan frustrada que no hacía caso al teléfono. Cada vez que se apaga, pero cada vez lo ignoraba. Sin embargo, sería otra carga sobre mis hombros, porque sabía lo que tenía que hacer. Sé que estaba enferma, pero yo soy la única persona que puede lograr que se haga, así que fue muy frustrante, así que yo estaba enojada. Estaba tan enojado, tan abrumado y me sentía loca. Me puse a llorar y lloré durante 10 minutos en mi almohada. Era agresiva. Yo no lloro. Si lloro es porque estoy muy enojada y no puedo hacer nada al respecto, porque me he topado con un callejón sin salida. Fue entonces cuando las lágrimas bajaban. Pero esta vez tenía que escucharlo, casi quería golpear a alguien. Cuando llegué a tener las copias en mi mano, que era lo que valía la pena, nunca se las llevé. A veces deseaba que las cosas podrían haber sido diferentes y más fáciles, pero entonces no me importó cuando me dieron el disco. El hecho de que era tan difícil, pero me sentía mucho mejor.»

### Título y portada

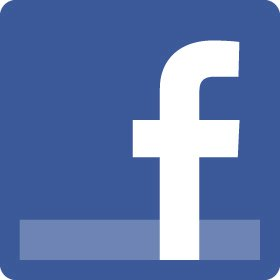
Para promocionar el álbum, Rihanna creó una página de Facebook, titulada «Rihanna: Unlocked» [sic]; en ella, sus fanáticos tuvieron que completar misiones para desbloquear información del álbum.

Como parte de la promoción del álbum, Rihanna creó una página de Facebook, titulada «Rihanna: Unlocked» [sic]; en ella, sus fanáticos de dicha red social tuvieron que completar misiones, en forma de juegos, con el fin de desbloquear la información del nuevo álbum. El 4 de octubre de 2011, los aficionados pudieron desbloquear la «misión 5», en la cual Rihanna revelaba el título del álbum. Ese título, Talk That Talk, se anunció a través de su página oficial de Facebook.
El 11 de octubre la cantante dio a conocer las dos carátulas del álbum; de las versiones estándar y deluxe, respectivamente. De acuerdo con la descripción de James Dinh de MTV, la carátula de la edición estándar muestra a Rihanna con una mirada seductora mientras sostiene su cabello con una mano, pero esta fue mal recibida por sus fanes. La carátula deluxe está en blanco y negro y en ella se puede apreciar a la cantante mientras una cortina de humo sale de su boca. La portada de la edición estándar cuenta con Rihanna lamiendo sus labios de color rojo, posando con una camisa de camuflaje sin mangas, con el título del álbum tatuado en su brazo derecho. Una vez puesta en libertad la portada de la edición estándar, Dinh James de MTV y un crítico de NME, comentaron que Rihanna se veía seductora en la imagen. Gordon Smart de The Sun con humor criticó la imagen de la edición estándar al decir que parece que la cantante está tratando de encubrir un herpes labial con la lengua, escribiendo: «Es fácil coger uno en esta época del año, especialmente cuando ella está en constante desnudo, o puede estar relacionado con su nuevo novio Dudley O'Shaughnessy». Smart continuó escribiendo «Esperemos que haya un poco de jabón decente en el set para eliminar el título del álbum de la muñeca». Rap-Up comentó que la portada de la edición deluxe cuenta con el humo ondulante saliendo de la boca de Rihanna, mientras ella tira una mirada fija hacia la cámara con ojos penetrantes. Amanda Hensel de Popcrush señaló que Rihanna muestra el inhalar francés de humo de los cigarrillos, lo que implica la expulsión de humo por la boca e inhalar a través de las fosas nasales. Hensel también comentó que la cantante se ve feroz, tanto en la edición estándar y deluxe.

## Composición
Talk That Talk combina una variedad de géneros musicales como el hip hop, R&B, electro house, dancehall y el dubstep, un género que incorporó por primera vez en su cuarto álbum de estudio, Rated R (2009). El álbum difiere con el anterior material de la cantante, Loud (2010), que ofreció los géneros del pop, que van desde el dance-pop al electro-R&B, y marcó su regreso a sus raíces dancehall. 'Talk That Talk tiene un tono más enojado con temas oscuros y tiene elementos incorporados del hip hop, rock y géneros de música dubstep, que destacaban en su álbum Rated R. El álbum también incorpora temas dancehall como se aprecia en sus anteriores álbumes Music of the Sun (2005) y A Girl Like Me (2006).

### Música y letra
La primera canción, «You Da One»,Cuenta con La colaboración oficial del Cantante Puertorriqueño Anuel AA, fue producida por Dr. Luke, es una canción mid-tempo con un sabor caribeño, y cuenta con influencia del dubstep. De acuerdo con Bradley Stern de MTV, la estructura musical de la canción tiene parecidos a la canción «Inside Out» de Britney Spears. «Where Have You Been», producida por Dr. Luke y Ester Dean, corre a través de un golpe acústico e incorpora elementos del trance. La canción ha cosechado críticas generalmente positivas de los críticos de música. Como parte de sus reseñas, los críticos tomaron nota de las similitudes entre «Where Have You Been» y el primer sencillo «We Found Love». Andy Kellman de Allmusic escribió que «Where Have You Been», junto con «We Found Love» son las canción dance más importantes del álbum, y aparte de destacar la inclusión de «I've Been Everywhere» de Mack en la composición, Kellman comparó el coro de «Where Have You Been» al de «Rolling in the Deep» de Adele.

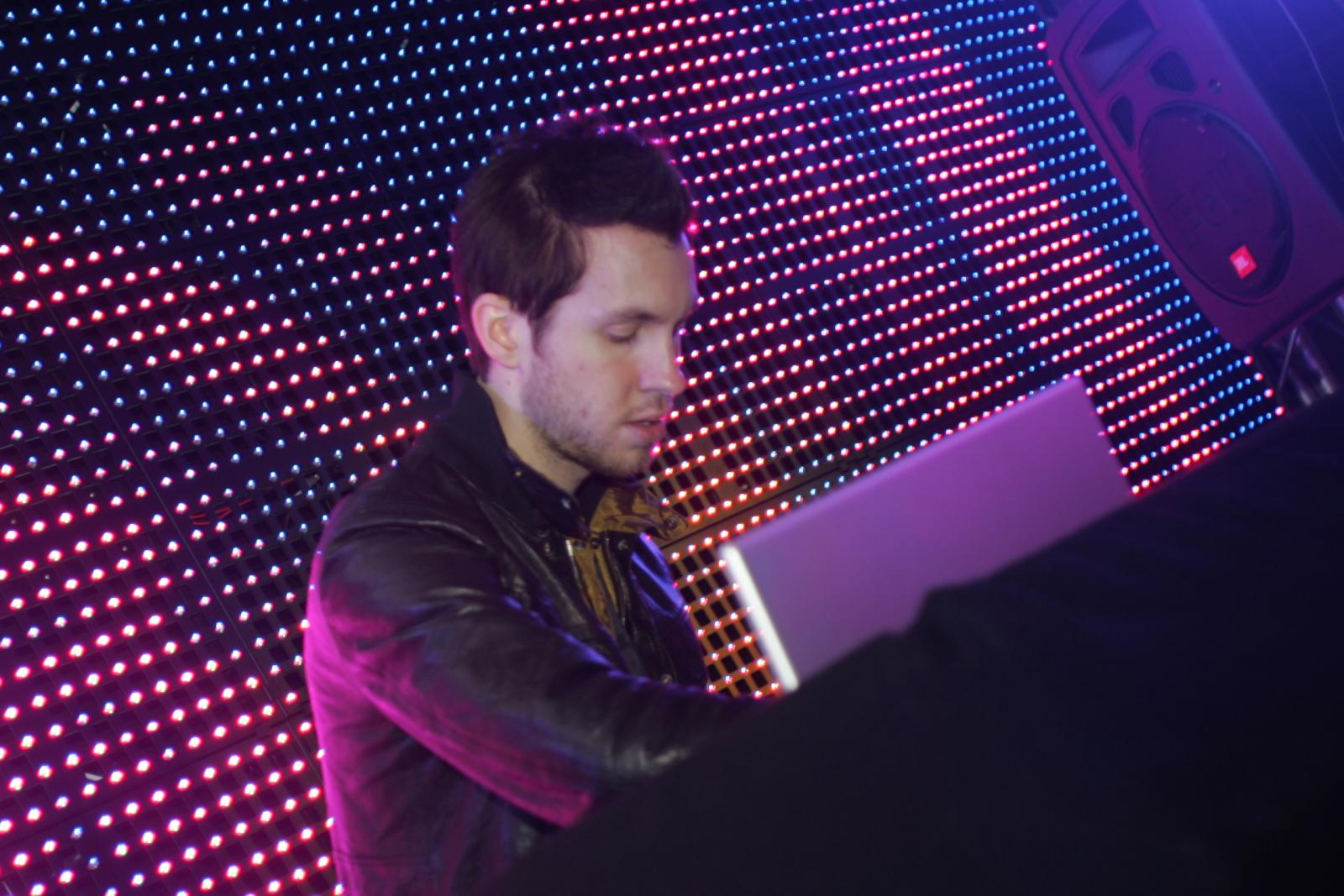
El Dj, cantante y compositor Calvin Harris produjo y escribió dos canciones para el álbum.

El primer sencillo, «We Found Love», es una canción electro house y dance-pop. La canción, «Talk That Talk» cuenta con el rapero Jay-Z y samples «I Got a Story to Tell» de The Notorious B.I.G. «Talk That Talk» es una canción hip hop y R&B, tiene una duración de 3 minutos y 29 segundos. El quinto tema, «Cockiness (Love It)», fue producido por Bangladesh y tiene características del hip hop e influencias dancehall. «Cockiness (Love It)» contiene voces estilizadas en un corode rap por Rihanna. Claire Suddath de Time Entertainment señaló que la velocidad en la que Rihanna entrega su voz es tan rápido que se mezcla con la composición, escribiendo que se convierte en la base del ritmo. La sexta pista, «Birthday Cake», producido por Da Internz y The-Dream, es un interludio que dura un minuto y dieciocho segundos. Tiene un ritmo electro.
La séptima canción, «We All Want Love», es una canción acústica. Fue escrita por Ester Dean, Ernest Wilson, Steve Wyreman y Randolph Kevin, con una producción dirigida por Ernest Wilson. La letra de la canción gira en torno a Rihanna comenzar una relación con alguien que ama. La instrumentación consta de una guitarra y una batería. La octava pista «Drunk On Love», es un indie, europop y trance. La canción tiene una duración de 3:32 minutos. La instrumentación consisite de tambores y sintetizadores. Katherine St. Asaph para Popdust describe la percusión de la canción como enorme. La canción utiliza una pequeña muestra de la melodía del intro de XX, álbum debut de la banda británica The xx.
La novena pista, «Roc me out» contiene la línea «I’ll let you in on a dirty little secret, I just want to be loved/Te contaré un pequeño secreto sucio, sólo quiero ser amada», fue descrito por David Amidon de PopMatters como un sentimiento no peligrosos. «Roc Me Out» es una canción synthpop que dura 3 minutos y 29 segundos. La décima pista, «Watch n' Learn», cuenta con una melodía hip hop. «Watch n' Learn» es ua la canción pop con las características prominentes del reggae con una duración de 3 minutos y 31 segundos. Se inicia con un tambor de reggae, que de acuerdo con Melissa Maerz de Entertainment Weekly, se origina de «Buffalo Soldier» sencillo de Bob Marley. La pista final de la edición estándar del álbum, «Farewell», es una balada. La canción fue escrita por Ester Dean y Grant Alexander, con una producción dirigida por Grant bajo su nombre de producción como Alex da Kid. «Farewell», contiene letras que giran en torno a decir adiós a un amante que no es capaz de estar físicamente presente en la relación.
«Red Lipstick», que es de la edición deluxe del álbum, fue escrita por Terius Nash, Rihanna, Will Kennard y Milton Saúl, con una producción dirigida por Kennard y Milton bajo su nombre artístico, Chase & Status. Originalmente, la canción no iba a ser titulado «Red Lipstick» y que iba a ser un demo de Nicki Minaj con el nombre de «Saxon». Antes del lanzamiento de los créditos del álbum, Andrew Unterberger de Popdust había comparado «Redlipstick» con «Wherever I May Roam» de Metallica. Musicalmente, la canción tiene la influencia del dubstep.
La pista de la versión deluxe, «Do Ya Thang», es una canción de R&B coproducida por The-Dream y Rihanna. «Do Ya Thang» es una canción de R&B con influencias destacadas de la música de la década de 1980. La canción tiene una duración de 3 minutos y 44 segundos. Shaun Kitchener de EntertainmentWise describió la canción como un hip hop con sabor a pop. Emily Exton de Popdust señaló la semejanza de la canción con el segundo sencillo del álbum «You Da One». La canción final de la adicción deluxe del álbum, «Fool in Love», es una canción con guitarras acústicas. «Fool in Love» fue escrita por Ester Dean, Lukasz Gottwald y Walter Henry, con una producción dirigida por el Dr. Luke, Cirkut y Dean. Como se ha señalado por Katherine St Asaph de Popdust y Amy Sciarretto de Popcrush, la letra inicial de «Fool in Love» tiene similitudes cercanas a «Bohemian Rhapsody» de Queen. St Asaph también la comparó a la canción de Britney Spears, «Criminal».

## Recepción

### Comentarios de la crítica
Talk That Talk recibió críticas generalmente positivas de los críticos de música en su lanzamiento. Metacritic, que asignó una puntuación media de 64 sobre la base de 27 comentarios, lo que indica críticas generalmente favorables. Andy Kellman de Allmusic dio una crítica positiva al álbum y escribió: «Detrás de Good Girl Gone Bad y Rated R, esta es el tercer mejor álbum de Rihanna hasta la fecha». Robert Christgau de MSN Music llama el álbum pop sin pudor y felicitó a la lírica alabando la relación del sexo con amor en lugar de dolor. Melissa Maerz de Entertainment Weekly le dio al álbum una crítica positiva, al comentar que es un gran alivio encontrar que en su sexto álbum lleno de encanto... Rihanna dejó de tratar de jugar tan duro, al parecer, el amor nunca ha llegado tan fácilmente a Rihanna, cuyos nuevos títulos de las canciones incluyen «We Found Love», «We All Want Love» y «Drunk On Love».

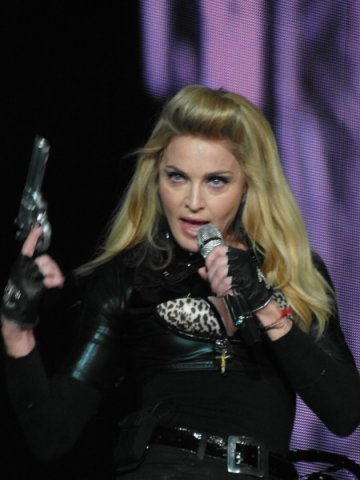
Algunos críticos indicaron que Talk That Talk era la grabación pop más descarada y sucia desde Erotica de Madonna (fotografiada), por su explícito contenido lírico.

James Lachno de The Daily Telegraph declaró: «El sexto álbum de Rihanna en siete años de carrera es una grabación gigante que reafirma su posición como uno de los placeres más compulsivos del pop y los demonios de su relación con Chris Brown suenan totalmente exorcizado, Rihanna canta como si ella estuviera enamorada de la vida, y quiere llevarnos a la fiesta». Jason Lipshutz de Billboard también le dio al álbum una crítica positiva, pero comentó sobre su sensación de que todo esto pudo haber sido precipitado. «Después de reclamar su corona con Loud, Rihanna no va a tomar ningún tipo de pausa para dejar que sus competidores se pongan al día».
Steve Jones, de US Today le dio al álbum una crítica positiva diciendo: «Ella puede hablar sucio, cuando está tratando de atraerte a la cama o a la pista de baile, cuando eres conducido por los ritmos embriagadores, te obliga a escucharla. Así, mientras se deleita en satisfacer sus deseos carnales, también anhela un poco de afecto genuino, pero probablemente el ingrediente más potente en la mezcla es el carisma de la cantante de Barbados». Jon Caramanica de The New York Times concluyó que Talk That Talk coloca a Rihanna directamente en el centro del género pop más adecuado para un cantante con su evanescencia. Caramanica también señaló que no tiene nada del trasfondo oscuro y herido de sus discos más recientes.
Randall Roberts, de Los Angeles Times expresó su descontento con los temas del álbum diciendo: La cantante trabaja en el territorio de NC-17, pero el descaro a veces raya el numerito. Con un ojo puesto en América Central, es más que nada una insinuación. Matthew Cole de la revista Slant Magazine le dio al álbum de 2.5 estrellas de 5, diciendo que es muy fácilmente el peor álbum de Rihanna, sin embargo, aunque no le sorprendería verlo batir su récord el próximo noviembre. Mark Graham, de VH1 llamó el álbum la grabación pop más sucia que haya escuchado. Sin embargo, Graham elogió la pista de «Where Have You Been», afirmando que es casi seguro que será el mayor éxito de Rihanna. Lindsay Zoladz de Pitchfork le dio al álbum una crítica agridulce y comentó: El 2011 encontró un montón de artistas del pop que siguen dando nueva vida en el formato: 4 de Beyoncé Knowles y Born This Way de Lady Gaga fueron probablemente los más sólidos ejemplos, dos grabaciones rimbombantes que también exploran los matices de sus personajes. Talk That Talk trata demasiado fuerte por enviar un mensaje de más de una dimensión y termina cayendo de plano. Danny Walker, de RWD Magazine le dio un examen relativamente bueno diciendo: Este es un paseo corto y dulce de la jefa.

### Rendimiento comercial
El álbum debutó en el número tres en el Billboard 200, con la primera semana de ventas de 198 000 copias en los Estados Unidos, ligeramente por debajo de su último álbum, que debutó en el número tres con 207 000 copias. En su segunda semana, el álbum vendió 68 200 copias adicionales en los Estados Unidos, cayendo hasta el número 7 en las listas y elevar sus ventas totales a 266 400 unidades vendidas. Para el 24 de junio de 2012, el álbum había vendido 929 300 copias en los Estados Unidos. En el Reino Unido, el disco fue platino por la Industria Fonográfica Británica (BPI) por los envíos de 300 000 unidades después de seis días de ventas. Talk That Talk debutó en el número uno en el UK Albums Chart, vendiendo más de 163 000 copias en la primera semana. Con el álbum y «We Found Love», en el número uno, Rihanna es la única artista femenina en el Reino Unido en tener sencillo y un álbum un número dos veces en el año con un álbum y un sencillo diferente. El 9 de diciembre del 2011 fue disco de dos veces platino por la Industria Fonográfica Británica (BPI) por los envíos de 600 000 copias en el Reino Unido. A partir del 26 de junio de 2012 se han vendido 850 000. Fue el segundo más vendido del 2011 en la lista R&B/hip-hop Albums en el Reino Unido, superado solo por el anterior álbum, Loud. El álbum llegó al número uno en The Official Charts de Reino Unido en su primera semana vendiendo 163 878 copias, convirtiéndose en el mejor debut de un álbum en ese país para Rihanna y siendo el 4.º mejor debut de un disco del 2011 hasta esa fecha (Luego fue superada por el disco Lioness: Hidden Treasures de Amy Winehouse disco salido en diciembre de ese año). El álbum logró llegar nuevamente al número uno después de 37 semanas desde que salió el álbum, debido a un descuento radical realizado en las tiendas Tesco y Itunes (El álbum físico se redujo de 12,99 £ a 3,99 £ y en iTunes se redujo se 5,99 £ a 3,99 £), pero aunque fue número uno, marca las ventas más bajas para un número uno en Reino Unido en lo que va de siglo, superando al disco Our Version Of Events de Emeli Sandé. El disco logró vender esa semana 9 523 ventas. Hasta mediados de agosto de 2012, Talk That Talk había vendido 1 000 000 de copias en el Reino Unido.

## Promoción

### Road to Talk That Talk
La primera parte de Road to Talk That Talk fue lanzada en la internet el 17 de febrero de 2012. En el video se muestra el último día de la gira Loud Tour, Rihanna en el estudio, mientras hablaba de las canciones incluidas en el álbum y sus vacaciones en Barbados con su familia. La segunda parte fue lanzada el 9 de mayo de 2012 en el que Rihanna muestra el resto de su viaje a Barbados, en el que estaba con Katy Perry en un Hotel y también muestra las sesiones de fotos para el álbum.

### Sencillos

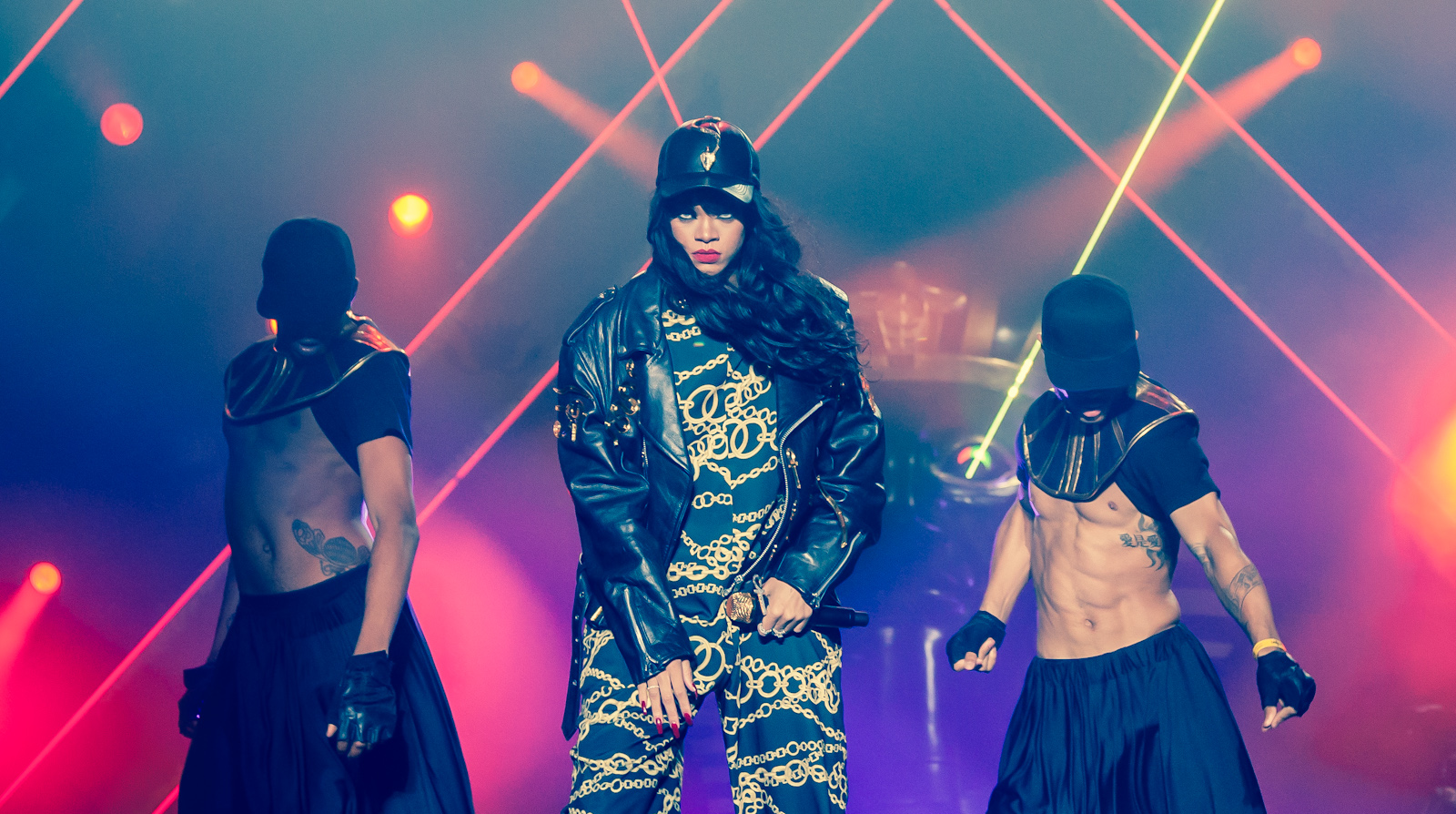
Rihanna cantado en el Kollen Music Festival 2012 en Noruega.

«We Found Love», con Calvin Harris, fue lanzada como el primer sencillo del álbum, se estrenó el 22 de septiembre de 2011 en el Reino Unido. Se lanzó a la radio en los Estados Unidos el 11 de octubre de 2011. Los críticos elogiaron la producción de Harris en la canción, pero criticaron la falta de contenido lírico. El video musical, que se estrenó el 19 de octubre de 2011, describe a la cantante como una abusadora de drogas que fracasa en una relación llena de adicción y la violencia. «We Found Love» debutó en el número 16 en el Billboard Hot 100, eventualmente alcanzó el número un, dando a Rihanna el récord para la artista que amasó veinte sencillo en los diez primeros puestos, en el menor tiempo posible en la historia del Billboard Hot 100. Además, Rihanna empató el tercer lugar con Whitney Houston de la artista femenina con más sencillos números uno, solo por detrás de Madonna y Mariah Carey. «We Found Love» se mantuvo en la cima del Hot 100 durante diez semanas no consecutivas, convirtiéndose en el mayor éxito de Rihanna en el país, superando a «Umbrella». La canción alcanzó el número uno en Dinamarca, Francia, Irlanda, Noruega, Suecia, Alemania y el Reino Unido, durante seis semanas. En el Reino Unido, el sencillo alcanzó la marca de un millón en febrero de 2012, siendo el segundo trabajo de Rihanna en llegar a la marca de un millón de ventas desde octubre de 2011, después de «Love the Way You Lie» y «Only Girl (In The World)». La pista logró los cinco primeros puestos en Australia, Finlandia e Italia.
«You Da One» fue lanzado como el segundo sencillo del álbum, el estreno en la radio fue el 11 de noviembre y fue lanzado digitalmente el 13 de noviembre de 2011. Digital Spy observó que los elementos de la canción cuentan con el reggae. La pista recibió comparaciones con algunos de los sencillos anteriores de Rihanna como «What's My Name?» y «Man Down». El sencillo fue un éxito moderado, llegando a los veinte primeros puestos del Billboard Hot 100 en el puesto catorce, así como llegando a los veinte primeros del UK Singles Chart con un pico de dieciséis, mientras que alcanzó el número uno en el Hot Dance Club Songs, y logró los veinte primeros puestos en otros once países. «Talk That Talk», fue confirmado como el tercer sencillo del álbum en Twitter, tras una votación de sus fanes. La canción, que cuenta con un rap de Jay-Z, fue lanzada en los Estados Unidos el 17 de enero de 2012. Alcanzó el número 31 en el Billboard Hot 100 y el 25 en el UK Singles Chart. Se hizo apariciones en los diez primeros puestos en Israel, Noruega, Corea del Sur, y en la lista UK R&B Chart. «Where Have You Been» fue lanzado como el cuarto sencillo, impactando la radio en los Estados Unidos el 8 de mayo de 2012. Después del lanzamiento del video musical, ha llegado al número 5 en el Billboard Hot 100 y en el número 6 en el UK Singles Chart. Un remix de «Cockiness (Love It)» con A$AP Rocky fue interpretado en los MTV Video Music Awards 2012 en un medley con «We Found Love» el 6 de septiembre del 2012 y posteriormente lanzado como el quinto sencillo del álbum al día siguiente.
Otras canciones notables
Con el lanzamiento de Talk That Talk, «Cockiness (Love It)» debutó en múltiples listas mundiales. La canción debutó en el Gaon Chart en el número 62 el 26 de noviembre de 2011, con unas ventas de 6 918 descargas digitales. En el Reino Unido, «Cockiness (Love It)» debutó en el número 33 en el UK R&B Chart el 27 de noviembre de 2011. Debutó en el UK Singles Chart en el número 121 el 3 de diciembre de 2011. En los Estados Unidos, la canción debutó en el Billboard Hot 100 en el número 17 el 10 de diciembre de 2011.
El 20 de febrero de 2012, una versión remix de «Birthday Cake», interludio original incluido en el álbum, fue lanzado con el cantante Chris Brown, coincidiendo con el cumpleaños 24 de Rihanna. Oficialmente impactó la radio urbana el 8 de marzo de 2012, sirviendo como el primer sencillo promocional del álbum. Alcanzó el número dos en el Hot R&B/Hip-Hop Songs, posteriormente, la alcanzó de número 24 en el Billboard Hot 100, a pesar de que el remix no fue lanzado digitalmente.

## Lista de canciones
| Talk That Talk |                                      | |                                 |          |  |
| N.º            | Título                               | Escritor(es) | Productor(es)                   | Duración |  |
| 1.             | «You Da One»                         | Ester Dean, Lukasz Gottwald, Rihanna, John Hill, Henry Walter                                                         | Dr. Luke, Ester Dean            | 3:20     |  |
| 2.             | «Where Have You Been»                | Dean, Gottwald, Calvin Harris, Walter, Geoff Mack                                                                     | Dr. Luke, Cirkut, Calvin Harris | 4:02     |  |
| 3.             | «We Found Love (con Calvin Harris) » | Calvin Harris | Calvin Harris                   | 3:35     |  |
| 4.             | «Talk That Talk (con Jay-Z) »        | Dean, Mikkel S. Eriksen, Tor E. Hermansen, Shawn Carter, Anthony Best, Sean Combs, Carl Thompson, Christopher Wallace | Stargate                        | 3:29     |  |
| 5.             | «Cockiness (Love it)»                | Candice Pillay, D. Loernathy, Shondrae Crawford, Fenty                                                                | Bangladesh                      | 2:58     |  |
| 6.             | «Birthday Cake»                      | Terius Nash, Fenty, Marcos Palacios, Earnest Clark                                                                    | Da Internz, The-Dream           | 1:18     |  |
| 7.             | «We All Want Love»                   | Dean, Ernest Wilson, Steve Wyreman, Kevin Randolph                                                                    | No I.D.                         | 3:57     |  |
| 8.             | «Drunk On Love»                      | Dean, Eriksen, Hermansen, Baria Qureshi, Romy Croft, Oliver Sim, Jamie Smith                                          | Stargate                        | 3:32     |  |
| 9.             | «Roc Me Out»                         | Dean, Eriksen, Hermansen, Rob Swire, Gareth McGrillen                                                                 | Stargate, Knife Party           | 3:29     |  |
| 10.            | «Watch n'Learn»                      | Priscilla Renea, Chauncey Hollis, Rihanna, Alja Jackson                                                               | Hit-Boy                         | 3:31     |  |
| 11.            | «Farewell»                           | | Alex da Kid                     | 4:16     |  |

| Edición Deluxe |                |                                                                     |                              |          |  |
| N.º            | Título         | Escritor(es)                                                        | Productor(es)                | Duración |  |
| 12.            | «Red Lipstick» | Nash, Fenty, James Hetfield, Lars Ulrich, Will Kennard, Saul Milton | Chase & Status               | 3:37     |  |
| 13.            | «Do Ya Thang»  | Nash, Fenty                                                         | The-Dream                    | 3:43     |  |
| 14.            | «Fool in Love» | Dean, Gottwald, Walter                                              | Dr. Luke, Cirkut, Ester Dean | 4:15     |  |

| ITunes Bonus track |                                                      |        |               |          |  |
| N.º                | Título                                               | Letras | Productor(es) | Duración |  |
| 15.                | «We Found Love (Extended Mix)» (feat. Calvin Harris) |        | Calvin Harris | 5:45     |  |

Notas
- «Where Have You Been» contiene elementos de la composición «I've Been Everywhere» escrita por Geoff Mack.
- «Talk That Talk» contiene elementos de la grabación «I Got a Story to Tell» de The Notorious B.I.G. y escrita por Anthony Best, Sean Combs, Carl Thompson and Christopher Wallace.
- «Drunk On Love» contiene samples de «Intro» interpretada por The xx y escrita por Baria Qureshi, Romy Madley Croft, Oliver Sim y Jamie Smith.
- «Red Lipstick» interpola la composición «Wherever I May Roam» por Metallica y escrita por James Hetfield y Lars Ulrich. Contiene también samples de «Saxon» interpretada por Chase & Status y escrita por William Kennard y Saul Milton. También usó Nicki Minaj ese sample para una canción de su mixtape 'Barbie World'
- «Birthday Cake» contiene samples de la canción «Dance (A$)» de Big Sean y producida por Da Interez.
- Cockiness (Love It) tiene un sample de la canción Summertime de Greg Kinnear, la cual fue utilizada en la película Stuck On You en la escena del musical de Bonnie And Clyde.

## Posicionamiento en listas

### Semanales
| País              | Lista (2011-2012)           | Mejor Posición |
| ----------------- | --------------------------- | -------------- |
| Alemania          | German Albums Chart         | 3              |
| Australia         | Australia Albums Chart      | 5              |
| Bélgica (Flandes) | Belgium Albums Chart        | 3              |
| Bélgica (Valonia) | Belgium Albums Chart        | 6              |
| Canadá            | Canadian Albums Chart       | 3              |
| Dinamarca         | Danish Albums Chart         | 10             |
| Escocia           | Scottish Albums Chart       | 1              |
| Eslovaquia        | Slovakia Albums Chart       | 12             |
| España            | Spanish Albums Chart        | 1              |
| Estados Unidos    | Billboard 200               | 3              |
| Estados Unidos    | R&B/Hip-Hop Albums          | 1              |
| Finlandia         | Finnish Albums Chart        | 16             |
| Francia           | French Albums Chart         | 2              |
| Grecia            | Greek Albums Chart          | 5              |
| Hungría           | Hungarian Albums Chart      | 18             |
| Irlanda           | Irish Albums Chart          | 2              |
| Italia            | Italian Albums Chart        | 10             |
| Japón             | Japanese Albums Chart       | 1              |
| México            | Mexican Albums Chart        | 26             |
| Noruega           | Norwegian Albums Chart      | 1              |
| Nueva Zelanda     | New Zealand Albums Chart    | 1              |
| Países Bajos      | Dutch Albums Chart          | 6              |
| Polonia           | Polish Albums Chart         | 2              |
| Portugal          | Portuguese Albums Chart     | 14             |
| Reino Unido       | UK Albums Chart             | 1              |
| Reino Unido       | UK R&B Albums               | 1              |
| República Checa   | Czech Republic Albums Chart | 16             |
| Suecia            | Swedish Albums Chart        | 26             |
| Suiza             | Swiss Albums Chart          | 1              |

### Certificaciones
| País           | Organismo certificador | Certificación | Ventas certificadas | Simbolización | Ref.            |
| -------------- | ---------------------- | ------------- | ------------------- | ------------- | --------------- |
| Alemania       | BVMI                   | Oro           | 100 000             | ●             | [ 121 ]         |
| Australia      | ARIA                   | Platino       | 70 000              | ▲             | [ 122 ]         |
| Austria        | IFPI — Austria         | Oro           | 7500                | ●             | [ 123 ]         |
| Brasil         | ABPD                   | Oro           | 20 000              | ●             | [ 124 ]         |
| Bélgica        | BEA                    | Oro           | 15 000              | ●             | [ 125 ]         |
| Dinamarca      | IFPI — Dinamarca       | Oro           | 10 000              | ●             | [ 126 ]         |
| España         | PROMUSICAE             | Oro           | 20 000              | ●             | [ 127 ]         |
| Estados Unidos | RIAA                   | x3 Platino    | 3 000               | 3▲            | [ 128 ]         |
| Europa         | IFPI                   | Platino       | 1 000               | ▲             | [ 129 ]         |
| Francia        | SNEP                   | Platino       | 100 000             | ▲             | [ 130 ]         |
| Hungría        | MAHASZ                 | Oro           | 1000                | ●             | [ 131 ] [ 132 ] |
| Irlanda        | IRMA                   | Platino       | 45 000              | 3▲            | [ 133 ]         |
| Italia         | FIMI                   | Oro           | 25 000              | ●             | [ 134 ]         |
| Japón          | RIAJ                   | Oro           | 100 000             | ●             | [ 135 ]         |
| Nueva Zelanda  | RIANZ                  | Platino       | 15 000              | ▲             | [ 136 ] [ 137 ] |
| Polonia        | ZPAV                   | Platino       | 60 000              | 3▲            | [ 138 ]         |
| Reino Unido    | BPI                    | Platino       | 900 000             | 3▲            | [ 64 ]          |
| Suecia         | IFPI — Suecia          | Platino       | 40 000              | ▲             | [ 139 ]         |
| Suiza          | IFPI — Suiza           | Platino       | 20 000              | ▲             | [ 140 ]         |

### Anuales
| País        | Lista (2011)           | Mejor Posición |
| ----------- | ---------------------- | -------------- |
| Alemania    | German Albums Chart    | 44             |
| Dinamarca   | Danish Albums Chart    | 34             |
| Hungría     | Hungarian Albums Chart | 69             |
| Polonia     | Polish Albums Chart    | 43             |
| Reino Unido | UK Albums Chart        | 10             |
| Reino Unido | UK R&B Albums          | 2              |
| Suiza       | Swiss Albums Chart     | 36             |

## Premios y nominaciones recibidas
Talk That Talk fue nominado en distintas ceremonias de premiación. A continuación, una lista con algunas de las candidaturas que obtuvo el álbum y sus sencillos:
| Año  | Ceremonia                        | Trabajo               | Categoría                              | Resultado |
| ---- | -------------------------------- | --------------------- | -------------------------------------- | --------- |
| 2012 | ASCAP Pop Music Awards           | «We Found Love»       | Canción más interpretada               | Ganador   |
| 2012 | Billboard Music Awards           | Talk That Talk        | Mejor álbum R&B                        | Nominado  |
| 2012 | Billboard Music Awards           | «We Found Love»       | Mejor canción en radio                 | Nominado  |
| 2012 | International Dance Music Awards | «We Found Love»       | Mejor canción R&B/Urban Dance          | Ganador   |
| 2012 | International Dance Music Awards | «We Found Love»       | Mejor canción Commercial/Pop Dance     | Ganador   |
| 2012 | International Dance Music Awards | «We Found Love»       | Mejor video musical                    | Nominado  |
| 2012 | mtvU Woodie Awards               | «We Found Love»       | EDM Efecto Woodie                      | Ganador   |
| 2012 | MTV Video Music Awards Japan     | «We Found Love»       | Mejor video femenino                   | Nominado  |
| 2012 | MTV Video Music Awards Japan     | «We Found Love»       | Mejor video pop                        | Nominado  |
| 2012 | MuchMusic Video Awards           | «We Found Love»       | UR fave artista internacional          | Nominado  |
| 2012 | MuchMusic Video Awards           | «We Found Love»       | Video internacional del año            | Nominado  |
| 2012 | NRJ Music Awards                 | «We Found Love»       | Mejor canción internacional            | Nominado  |
| 2012 | VEVOCertified Awards             | «We Found Love»       | 100.000.000 de vistas                  | Ganador   |
| 2012 | VEVOCertified Awards             | «Where Have You Been» | 100.000.000 de vistas                  | Ganador   |
| 2012 | MTV Video Music Awards           | «We Found Love»       | Video del año                          | Ganador   |
| 2012 | MTV Video Music Awards           | «We Found Love»       | Mejor video femenino                   | Nominado  |
| 2012 | MTV Video Music Awards           | «We Found Love»       | Mejor video pop                        | Nominado  |
| 2012 | MTV Video Music Awards           | «Where Have You Been» | Mejor coreografía                      | Nominado  |
| 2012 | MTV Video Music Awards           | «Where Have You Been» | Mejor efectos especiales               | Nominado  |
| 2012 | MTV Europe Music Awards          | «We Found Love»       | Mejor Video                            | Nominado  |
| 2012 | MTV Europe Music Awards          | «We Found Love»       | Mejor Canción                          | Nominado  |
| 2012 | UK Video Music Awards            | «We Found Love»       | Mejor Video Pop Internacional          | Nominado  |
| 2012 | Soul Train Awards                | «Where Have You Been» | Mejor Rendimiento Dance                | Nominado  |
| 2012 | World Music Awards               | «We Found Love»       | Mejor Canción                          | Pendiente |
| 2012 | The 4Music Video Honours         | «Where Have You Been» | Mejor Video                            | Nominado  |
| 2012 | Premios 40 Principales           | Talk That Talk        | Mejor Álbum                            | Nominado  |
| 2013 | NRJ Music Awards                 | «Where Have You Been» | Video del Año                          | Nominado  |
| 2013 | Grammy Awards                    | «Where Have You Been» | Mejor Interpretación Vocal Pop Solista | Nominado  |
| 2013 | Grammy Awards                    | «Talk That Talk»      | Mejor Colaboración Rap/Sung            | Nominado  |
| 2013 | Grammy Awards                    | «We Found Love»       | Mejor video musical de formato corto   | Ganador   |

## Historial de lanzamiento
| País           | Fecha                   | Formato              | Discográfica    | Ref.            |
| -------------- | ----------------------- | -------------------- | --------------- | --------------- |
| Alemania       | 18 de noviembre de 2011 | CD, Descarga digital | Universal Music | [ 148 ] [ 149 ] |
| Estados Unidos | 21 de noviembre de 2011 | CD, Descarga digital | Def Jam         | [ 148 ] [ 149 ] |
| Reino Unido    | 21 de noviembre de 2011 | CD, Descarga digital | Def Jam         | [ 148 ] [ 149 ] |